# Порубський потік (притока Нітри)
Порубський потік (словац. Porubský potok) — річка в Словаччині, права притока Нітри, протікає в окрузі Превідза.
Довжина приблизно 11 км. Витік знаходиться в масиві Стражовські-Врхи — частина Мала Магура (схил гори Магура) на висоті близько 900-960 метрів. Протікає територією сіл Поруба; Лазани і Недожери-Брезани.
Впадає в Нітру на висоті приблизно 280 метрів.